# Echoes (manga)
Pour les articles homonymes, voir Echoes.
Echoes (夢で見たあの子のために, Yume de mita ano ko no tame ni) est un seinen manga de Kei Sanbe, prépublié dans le magazine Young Ace entre juillet 2017 et juillet 2022 et publié par l'éditeur Kadokawa Shoten en un total de 11 volumes reliés. La version française est éditée par Ki-oon de 2019 à 2024. 

## Synopsis
Senri Najako a assisté à l'assassinat de ses parents quand il avait 5 ans. Son frère jumeau a été kidnappé puis tué par ce même tueur. 10 ans plus tard, Senri vit chez ses grands-parents et tente de vivre une vie normale. Tout bascule lorsqu'il regarde la télévision et qu'il voit un homme portant des cicatrices semblables à celle du tueur. Ainsi commence sa vengeance.  

## Manga
Echoes (夢で見たあの子のために, Yume de mita ano ko no tame ni) commence sa prépublication dans le magazine Young Ace en juillet 2017. En septembre 2020, le magazine annonce que la série entre dans son climax. Le dernier chapitre sort le 4 juillet 2022.
Le manga est publié par Kadokawa Shoten en un total de 11 volumes reliés. La version française est publiée par Ki-oon et la version anglaise par Yen Press,.

### Liste des volumes
| no | Japonais         | Japonais          | Français        | Français          |
| no | Date de sortie   | ISBN              | Date de sortie  | ISBN              |
| --- | ---------------- | ----------------- | --------------- | ----------------- |
| 1 | 4 décembre 2017  | 978-4-04-106312-5 | 9 mai 2019      | 979-10-327-0473-8 |
| Liste des chapitres : - 1 : L'homme à la cicatrice - 2 : Traque - 3 : La décision - 4 : Poursuivants - 5 : Karma                                                                          |                  |                   |                 |                   |
| 2 | 2 mai 2018       | 978-4-04-106837-3 | 29 août 2019    | 979-10-327-0480-6 |
| Liste des chapitres : - 6 : Aventure - 7 : Argent sale - 8 : Piège - 9 : Défaut - 10 : Au pied du pylône                                                                                  |                  |                   |                 |                   |
| 3 | 4 décembre 2018  | 978-4-04-107481-7 | 17 octobre 2019 | 979-10-327-0498-1 |
| Liste des chapitres : - 11 : Il est vivant ! - 12 : Assassin - 13 : "A" - 14 : Confirmation - 15 : Deuxième séance - 16 : Sens unique                                                     |                  |                   |                 |                   |
| 4 | 4 juin 2019      | 978-4-04-108238-6 | 20 février 2020 | 979-10-327-0563-6 |
| Liste des chapitres : - 17 : Concurrence - 18 : L'homme qui traquait mon père - 19 : Certains secrets doivent le rester - 20 : L'appel de Kazuto - 21 : Message                           |                  |                   |                 |                   |
| 5 | 3 décembre 2019  | 978-4-04-108239-3 | 15 octobre 2020 | 979-10-327-0630-5 |
| Liste des chapitres : - 22 : Un autre soi-même - 23 : Le rat à l'enfant - 24 : Deux scènes de crime - 25 : Meurtres en série - 26 : Souvenirs                                             |                  |                   |                 |                   |
| 6 | 4 août 2020      | 978-4-04-109456-3 | 18 février 2021 | 979-10-327-0686-2 |
| Liste des chapitres : - 27 : Une vie normale - 28 : Pourquoi tu ne viens pas ? - 29 : Aux origines de la tragédie - 30 : Deux envies de meurtre - 31 : Table rase - 32 : Un combat truqué |                  |                   |                 |                   |
| 7 | 28 décembre 2020 | 978-4-04-109457-0 | 21 octobre 2021 | 979-10-327-1021-0 |
| Liste des chapitres : - 33 : La lettre de Kazuto - 34 : Criminel à cinq ans - 35 : Une vieille photo - 36 : Planche de salut - 37 : Don du ciel                                           |                  |                   |                 |                   |
| 8 | 2 juillet 2021   | 978-4-04-111458-2 | 21 avril 2022   | 979-10-327-1124-8 |
| Liste des chapitres : - 38 : Un avenir palpable - 39 : Prisonnier du passé - 40 : L'identité de l'imposteur - 41 : Qui a tué qui ? - 42 : Pour son enfant                                 |                  |                   |                 |                   |
| 9 | 3 décembre 2021  | 978-4-04-111459-9 | 16 mars 2023    | 979-10-327-1305-1 |
| Liste des chapitres : - 43 : Je reviendrai te chercher - 44 : Merci, Enan - 45 : La mère du petit - 46 : Le copycat frappe encore - 47 : Lanceur d'alerte                                 |                  |                   |                 |                   |
| 10 | 3 juin 2022      | 978-4-04-112549-6 | 24 août 2023    | 979-10-327-1351-8 |
| 11 | 2 septembre 2022 | 978-4-04-113051-3 | 8 février 2024  | 979-10-327-1606-9 |

## Distinctions
La série est nommée pour l'Excelsior Award 2020 dans la catégorie « Black » (plus de 16 ans).